# Corylus chinensis
Corylus chinensis är en björkväxtart som beskrevs av Adrien René Franchet. Corylus chinensis ingår i släktet hasslar och familjen björkväxter. Inga underarter finns listade.
Corylus chinensis är ett lövfällande träd som blir upp till 20 meter högt.
Arten förekommer glest fördelad i Kina i provinserna Sichuan, Shaanxi, Hubei, Yunnan, Gansu, Guizhou och Tibet. Den växer i kulliga områden och i bergstrakter mellan 950 och 3500 meter över havet. Vädret i regionen är tempererat till kyligt. Corylus chinensis har bra förmåga att etablera sig i öppna lövskogar och vid kanterna av täta skogar. Arten blommar i april och maj. Frukterna är i september och oktober mogna.
Trädet har ett stort utbredningsområde och allvarliga hot mot beståndet är inte kända. IUCN kategoriserar arten globalt som livskraftig.

## Bildgalleri

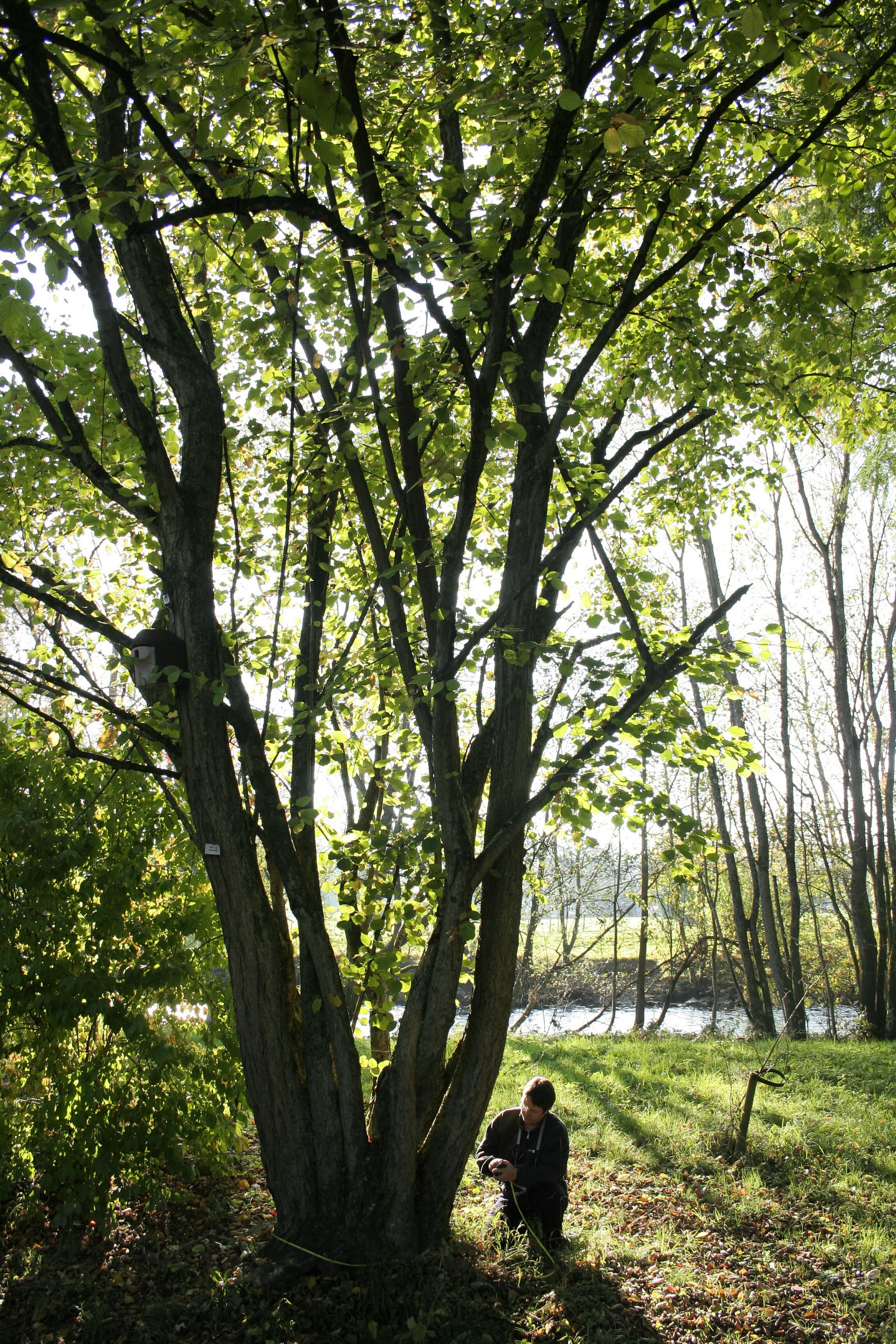
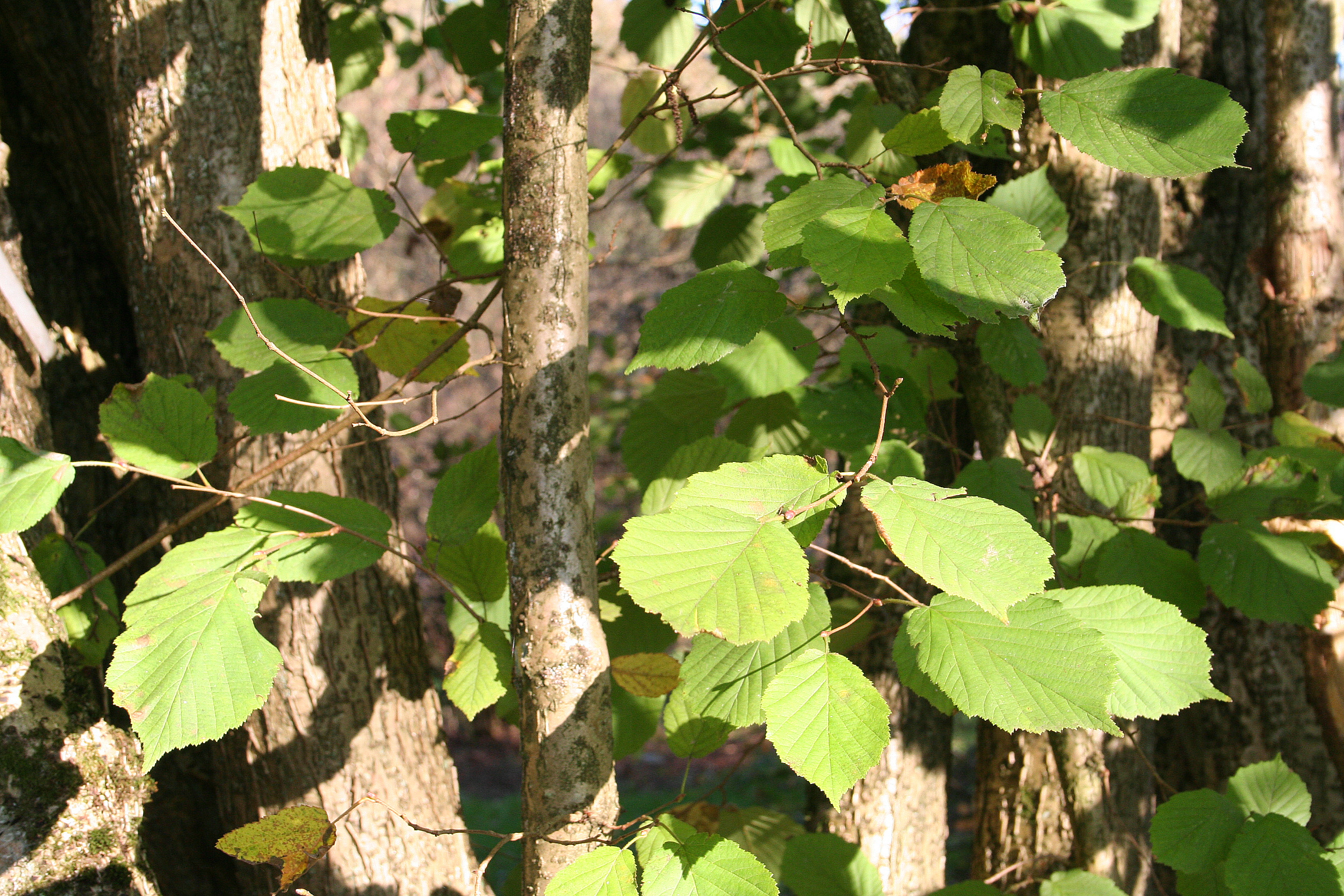